# سنا

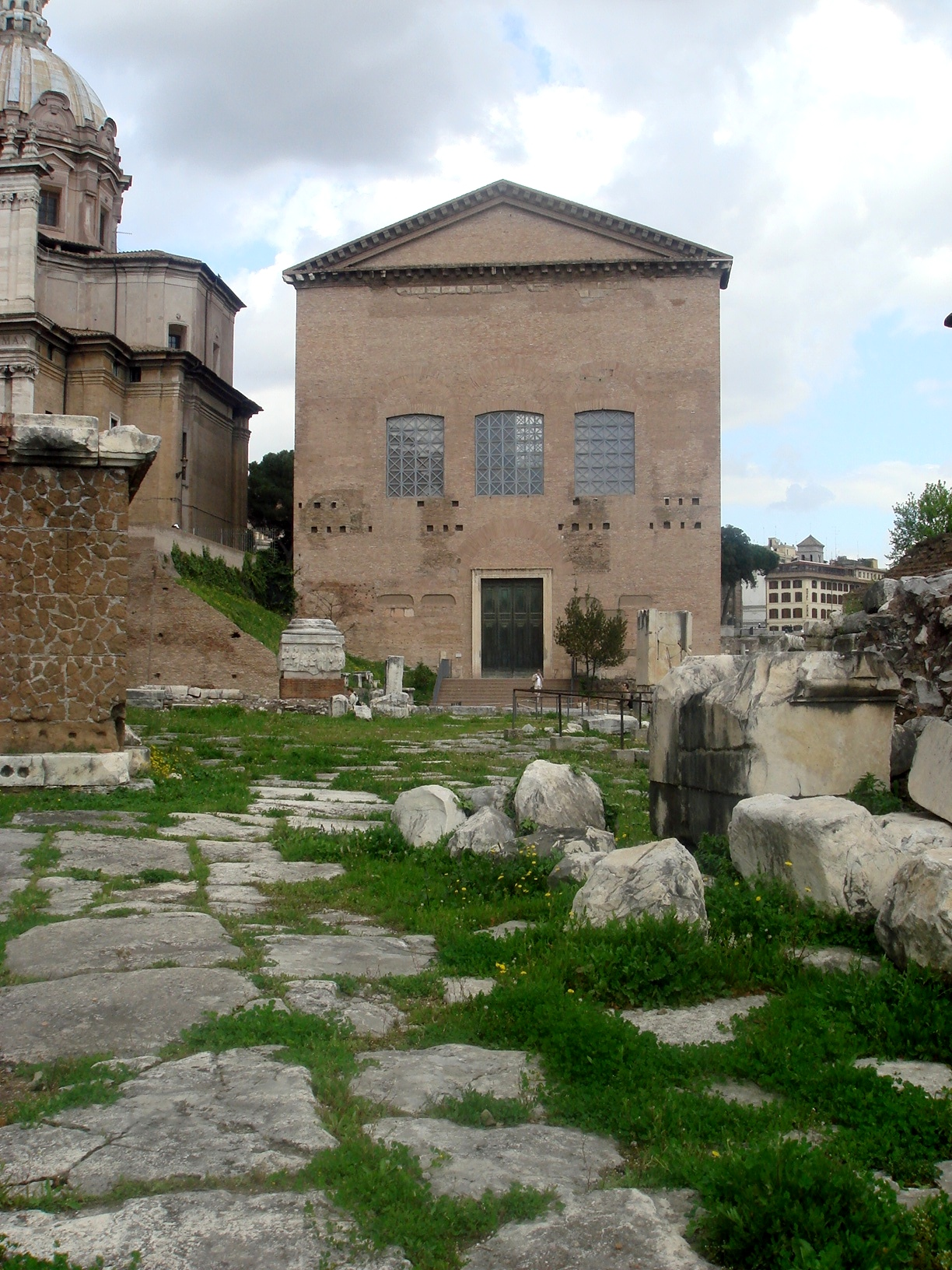
محل برگزاری جلسات سنای امپراتوری روم

سَنا در ادبیات فارسی به معنای مجد و بزرگی می‌باشد. همچنین، سِنا (به انگلیسی: Senate) نوعی مجلس قانون‌گذاری است که اعضای آن را اعیان و اشراف و اشخاص باتجربه و سال‌خورده تشکیل می‌دهند. در نظام‌های قانون‌گذاری دو مجلسی، به مجلس اعلا معمولاً سنا گفته می‌شود.
«سنا» از واژهٔ لاتین سناتوس (senātus) گرفته‌شده که از واژه (senex) به معنی مرد سالخورده می‌آید.
سناتور به‌معنی عضو مجلس سنا است.